# Steve Rucchin
Steve Andrew Rucchin (* 4. Juli 1971 in Thunder Bay, Ontario) ist ein ehemaliger kanadischer Eishockeyspieler italienischer Abstammung, der im Verlauf seiner aktiven Karriere zwischen 1990 und 2007 unter anderem 772 Spiele für die Mighty Ducks of Anaheim, New York Rangers und Atlanta Thrashers in der National Hockey League auf der Position des Centers bestritten hat. Den Großteil seiner Karriere verbrachte Rucchin bei den Mighty Ducks of Anaheim, deren vierter Mannschaftskapitän der Franchise-Geschichte er zwischen 2003 und 2005 war. Sein Bruder Larry war ebenfalls professioneller Eishockeyspieler.

## Karriere
Steve Rucchin spielte in seiner Jugend bei den Frederick Banting Broncos, dem Eishockeyteam der Sir Frederick Banting Secondary School in London in der Provinz Ontario. Mit Beginn seines Biologiestudiums im Jahr 1990 an der University of Western Ontario ging er auch für deren Eishockeymannschaft in der Ontario Universities Athletics Association (OUAA), einer Division im Spielbetrieb der Canadian Interuniversity Athletics Union (CIAU), aufs Eis. Beim NHL Supplemental Draft 1994 wurde Rucchin in der ersten Runde an insgesamt zweiter Position von den Mighty Ducks of Anaheim ausgewählt.
Die Saison 1994/95, die streikbedingt später begann und er startete in der International Hockey League bei den San Diego Gulls, fand dann aber schnell seinen Stammplatz in der NHL. Bis 2004 blieb er eine Stütze der Mighty Ducks, wo er als Center zeitweise auch in einer Reihe mit Paul Kariya und Teemu Selänne spielte und in der Saison 1996/97 auf 67 Scorerpunkte kam. Ab 2003 war er auch Mannschaftskapitän der Ducks. Er hatte bei seinem Wechsel die meisten Spiele für Anaheim absolviert und lag hinter Kariya auch in allen ewigen Scorerwertungen der Ducks auf Rang zwei. Während der abgesagten Saison 2004/05 pausierte er mit dem professionellen Eishockey und nahm nicht wie viele andere Spieler ein Angebot eines Teams aus Europa oder einer Minor League an.
Im August 2005 wurde Rucchin in einem Tauschhandel für Trevor Gillies und ein Viertrunden-Wahlrecht im NHL Entry Draft 2007 an die New York Rangers abgegeben. Das Team verließ er jedoch nach einem Jahr als Free Agent und heuerte bei den Atlanta Thrashers an. In der Saison 2006/07 verpasste der Angreifer die letzten 25 Spiele der regulären Saison aufgrund einer Kopfverletzung. In der folgenden Saison absolvierte er jedoch kein weiteres Spiel für die Thrashers, da ihn eine Gehirnerschütterung und dessen Nachwirkungen für die komplette Spielzeit außer Gefecht setzten. Diese Verletzungen zwangen Rucchin schließlich zur Beendigung seiner Karriere.
Rucchin galt als solider Zweiweg Center, zu dessen Stärken seine guten Bully-Fähigkeiten sowie sein Unterzahlspiel zählten. Als Führungsspieler verfügte der Angreifer auch über eine überdurchschnittliche Passspielqualität. Als Schwäche galten seine nicht vollständig ausgeprägten Scorerqualitäten sowie Verletzungen im Spätherbst seiner Karriere.

### International
Rucchin nahm mit dem Team Kanada an der Weltmeisterschaft 1998 teil und belegte mit der Mannschaft den sechsten Rang. In sechs Partien erzielte der Angreifer drei Punkte für sein Heimatland.

## Karrierestatistik

### International
Vertrat Kanada bei:
- Weltmeisterschaft 1998

(Legende zur Spielerstatistik: Sp oder GP = absolvierte Spiele; T oder G = erzielte Tore; V oder A = erzielte Assists; Pkt oder Pts = erzielte Scorerpunkte; SM oder PIM = erhaltene Strafminuten; +/− = Plus/Minus-Bilanz; PP = erzielte Überzahltore; SH = erzielte Unterzahltore; GW = erzielte Siegtore; 1 Play-downs/Relegation; Kursiv: Statistik nicht vollständig)